# Euphorbia filicaulis
Euphorbia filicaulis är en törelväxtart som beskrevs av Ignatz Urban. Euphorbia filicaulis ingår i släktet törlar, och familjen törelväxter. Inga underarter finns listade i Catalogue of Life.